# Parafia św. Kazimierza w Pierszamajskim
Parafia św. Kazimierza w Pierszamajskim-Niecieczy – rzymskokatolicka parafia znajdująca się w diecezji grodzieńskiej, w dekanacie Lida, na Białorusi. Kościół znajduje się w Pierszamajskim, w pobliżu Niecieczy.

## Historia
Parafię erygował 20 września 2001 biskup grodzieński Aleksander Kaszkiewicz. Kościół w stylu będącym interpretacją neogotyku, wybudowano w latach 2002-2003 z darowizn parafian i niemieckiej fundacji Renovabis. 4 marca 2004 świątynia została konsekrowana.